# Sasanka wiosenna
Sasanka wiosenna (Pulsatilla vernalis (L.) Mill.) – gatunek rośliny wieloletniej należący do rodziny jaskrowatych.

## Rozmieszczenie geograficzne
Sasanka wiosenna występuje w stanie dzikim w środkowej Europie od północnej Hiszpanii po Finlandię, Karelię w Rosji i Bułgarię. Przez Polskę przebiega wschodnia granica jej zasięgu, największe centrum występowania znajduje się w Borach Tucholskich, na rozproszonych stanowiskach była też znajdowana w środkowej i południowej Polsce, na większości istniejących dawniej stanowisk (np. w Wielkopolsce i Sudetach) zanikła. W całym łuku Karpat występuje jedynie w Tatrach, potwierdzone zostało tutaj jej występowanie na kilku tylko stanowiskach: Skrajna Turnia (ściana północno-wschodnia), Mała Koszysta (grzbiet nad Świstówką Waksmundzką), Wrota Chałubińskiego.

## Morfologia

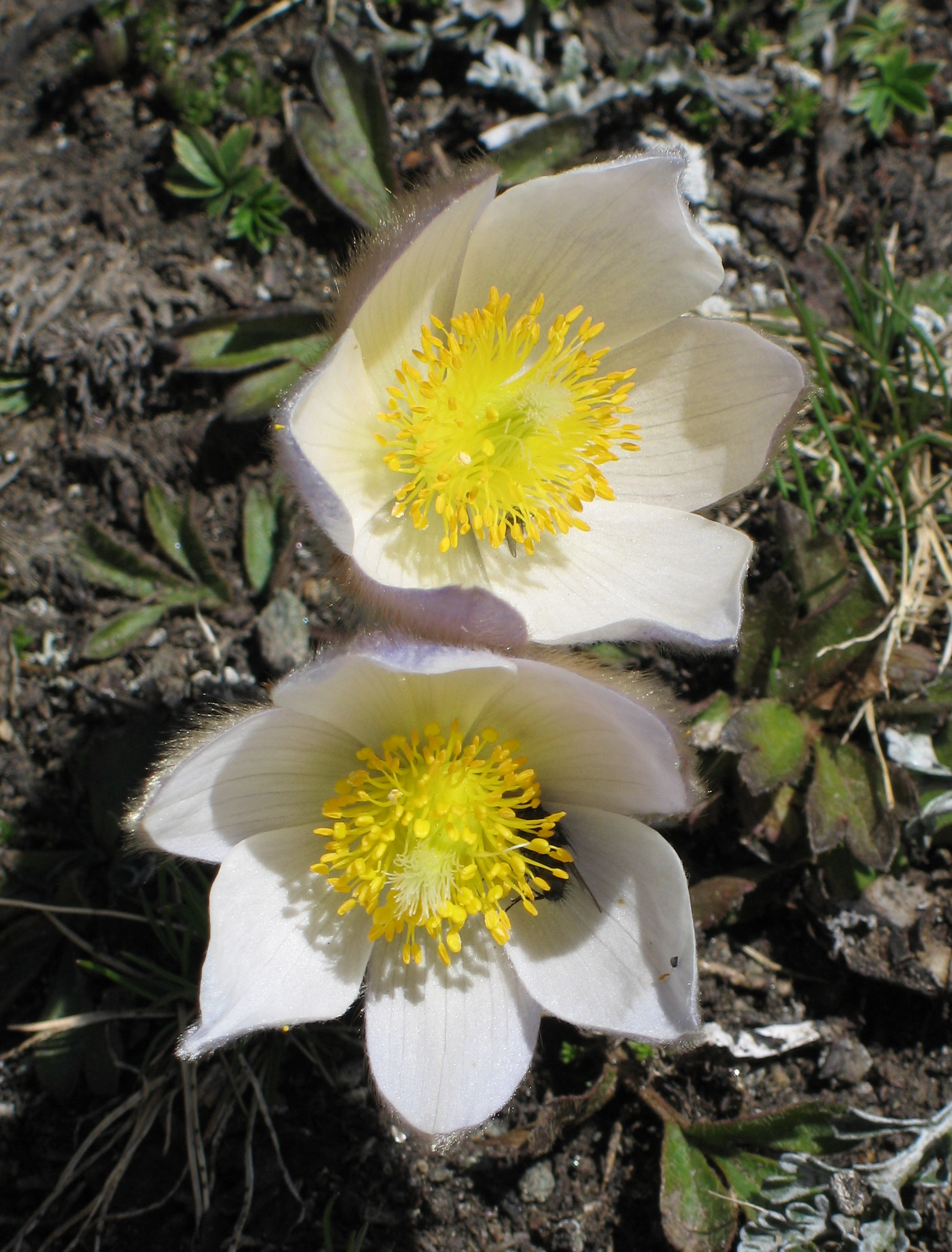
Kwiaty

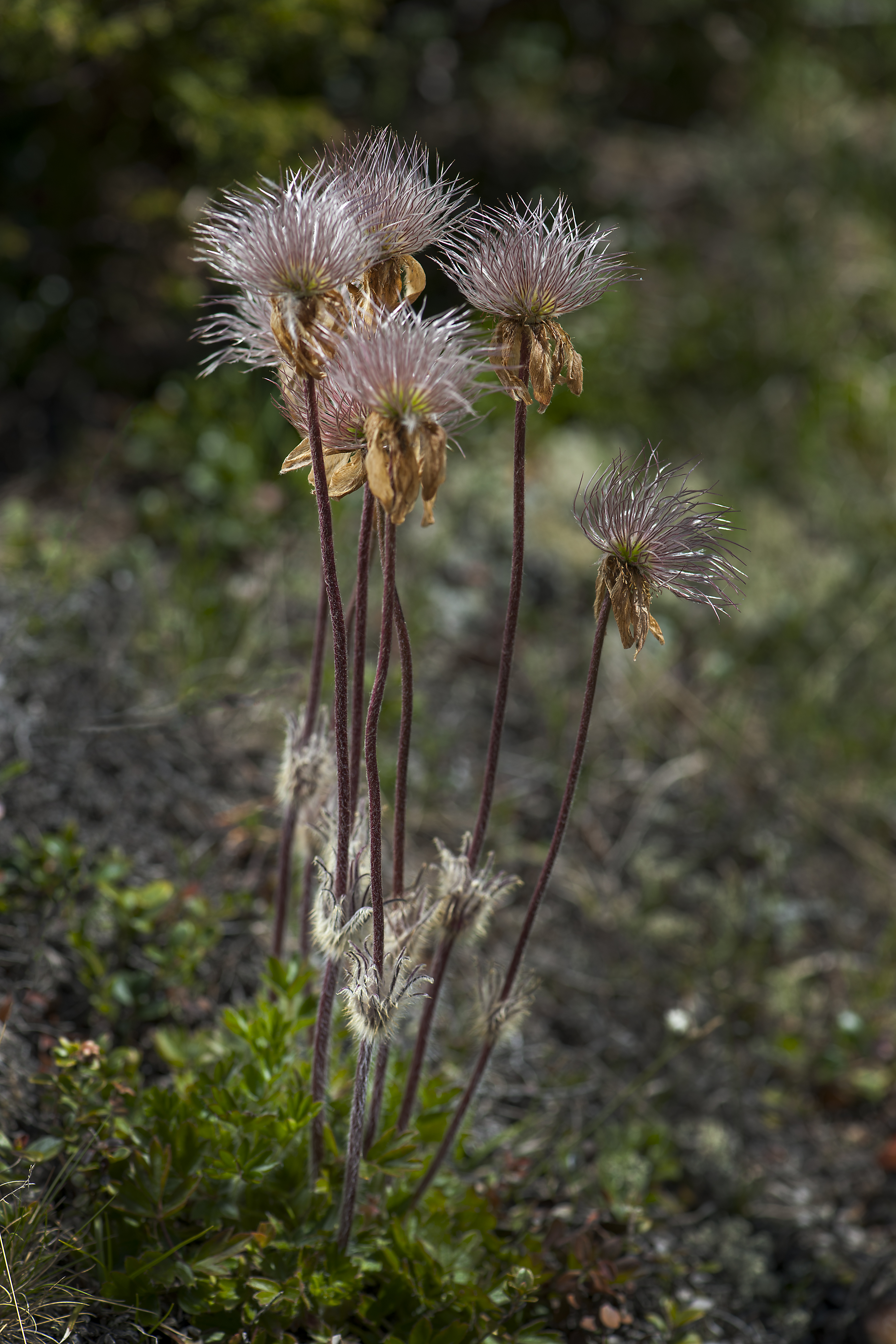
Rośliny owocujące

ŁodygaOwłosiona, po przekwitnięciu znacznie się wydłuża. Ma przeważnie 5–15 cm, a niekiedy do 35 cm. Pod ziemią posiada silne i rozgałęzione kłącze, z którego wyrasta kilka łodyg.
LiścieOdziomkowe w przyziemnej rozetce, zimotrwałe, pojedynczo pierzaste. Dolne liście łodygowe nieparzystopierzaste – sieczne lub wrębne. Wszystkie liście silnie owłosione.
KwiatyJeden, duży, szczytowy, fioletowy kwiat na łodydze, zwieszający się w dół. Kwiat rozwarty, z zewnątrz jasnofioletowy lub niebieski (czasami trafiają się kwiaty białe), wewnątrz biały. Okwiat z zewnątrz filcowato owłosiony. Nie jest zróżnicowany na kielich i koronę. Kwiaty o długości 2–3 cm są początkowo dzwonkowate, później rozpostarte. Znamię słupka nitkowato wydłużone, po przekwitnięciu zamienia się w ość owocu. Wewnątrz kwiatów oprócz pręcików występują prątniczki.
OwocePo przekwitnięciu, owoc zbiorowy zawierający niełupki wygląda jak puchata kula. Niełupka zrośnięta jest z odstająco, jedwabiście owłosioną szyjką słupka.

## Biologia i ekologia
Bylina, hemikryptofit. Kwitnie od marca do czerwca. Roślina owadopylna. Rośnie w świetlistych borach, na wrzosowiskach, suchych, trawiastych skarpach, murawach. Preferuje siedliska nasłonecznione lub okresowo tylko ocienione, świeże i umiarkowanie suche, na glebach piaszczystych, o odczynie od umiarkowanie kwaśnego do obojętnego. W klasyfikacji zbiorowisk roślinnych gatunek charakterystyczny dla Ass. Festuco-versicoloris-Agrostietum. Roślina trująca, ziele (Herba Pulsatille) zawiera alkaloidy – protoanemoninę i anemoninę o własnościach trujących. Liczba chromosomów 2n = 16.

## Zagrożenia i ochrona
Roślina objęta w Polsce ścisłą ochroną gatunkową. Kategorie zagrożenia gatunku:
- Kategoria zagrożenia w Polsce według Czerwonej listy roślin i grzybów Polski (2006)[8]: V (narażony na wyginięcie); 2016: EN (zagrożony)[9].
- Kategoria zagrożenia w Polsce według Polskiej Czerwonej Księgi Roślin (2001): VU (narażony); 2014: EN (zagrożony)[10].

Na niżu jest trudna do ochrony, gdyż rośnie zazwyczaj na leśnych przecinkach i wzdłuż dróg leśnych, w Tatrach zagrożone są niektóre jej stanowiska na szlakach turystycznych, głównym jednak zagrożeniem jest gospodarka leśna powodująca zniszczenie jej stanowisk.

## Zmienność
Tworzy mieszańce z sasanką łąkową, s. otwartą i s. zwyczajną.

## Zastosowanie i uprawa
- Roślina ozdobna, w Europie jeden z częściej uprawianych gatunków sasanki[12]. Ze względu na to, że kwitnie wczesną wiosną, jest często sadzona w ogródkach przydomowych, zwłaszcza w ogrodach skalnych. Ozdobna jest również po przekwitnięciu. Nadaje się na rabaty i do ogródków skalnych.
- Uprawiana jest zazwyczaj z nasion, bardzo łatwo rozmnaża się też przez podział rozkrzewionych kęp[12]. Wymaga gleb lekkich i dobrze wapnowanych, stanowiska słonecznego, lub nieco tylko zacienionego[12]. Po kilku latach bryła korzeniowa ulega nadmiernemu zagęszczeniu, należy ją wówczas wykopać i przerzedzić.